# Areia de Baraúnas
Areia de Baraúnas é um município brasileiro do estado da Paraíba, localizado no Sertão Paraibano, na Região Geográfica Imediata de Patos e integrante da Região Metropolitana de Patos. De acordo com o IBGE (Instituto Brasileiro de Geografia e Estatística), no ano 2017 sua população foi estimada em 2 126 habitantes. Área territorial de 96 km².

## História
O seu nome provém de uma árvore muito comum no local, conhecida como Baraúna.
O povoado de Areia de Baraúnas foi fundado em Setembro de 1916, vindo a tornar-se distrito de Patos pela Lei Municipal Nº 46, de 5 de julho de 1960, tendo sido desmembrado de Patos já no ano seguinte, quando por meio da Lei Estadual Nº 2.679 de 22 de dezembro, passa a fazer parte do recém formado município de Passagem.
Através da Lei Estadual Nº 5.923, de 29 de abril de 1994, foi criado o município de Areia de Baraúnas, desmembrado de Passagem, tendo sua instalação ocorrida em 1 de janeiro de 1997.

## Geografia
O município está incluído na área geográfica de abrangência do semiárido brasileiro, definida pelo Ministério da Integração Nacional em 2005.  Esta delimitação tem como critérios o índice pluviométrico, o índice de aridez e o risco de seca.

### Riachos
- Riacho Caudeloso

## Subdivisões
Bairros
- Bairro da Rampa[12]

Distritos
- Bananeiras